# Burg Enzen
Die Burg Enzen stand am Ostrand von Enzen, einem Stadtteil von Zülpich im Kreis Euskirchen in Nordrhein-Westfalen an der heutigen Landesstraße 178, die in diesem Bereich Burgstraße heißt.
Im 12. Jahrhundert wurde in Enzen eine Wasserburg errichtet. Es war der Stammsitz derer von Enzen und ein adliger Rittersitz. 1470 wurde die Burg bei der Auseinandersetzung mit der Dynastie von Manderscheid zerstört und danach wieder aufgebaut. Ein Johann von Enzen wird 1343/44 als Söldner in den Akten der Stadt Pisa erwähnt. Edmund von Enzen vererbte die Burg an Lepart von Heimbach. Seine Enkelin erhielt die Burg im Jahre 1511. Der letzte aus dem Geschlecht von Enzen war Blankart von Enzen, der 1638 im Gefecht bei Arras fiel. Neue Besitzerin wurde Elisabeth von Blankart, danach Anna von Goltstein. Sie war die letzte adlige Aufsitzerin, also tatsächliche Bewohnerin. 1702 erbten Enzen der entfernte Verwandte Freiherr Gotthard Adolf Werner von Mirbach zu Harff. 1723 wird die Burg Enzen im Codex Welser nicht mehr aufgeführt. Damals war das Herrenhaus wahrscheinlich schon eine Ruine. Die Vorburg wurde nach einem Brand im Jahre 1647 als vierflügelige Hofanlage mit einem Pächterwohnhaus zur Straßenseite hin neu aufgebaut. 1963 wurden das baufällige Wohnhaus und später auch der Torbogen von 1765 abgebrochen. Die Wirtschaftsgebäude waren schon erneuert.
Von der Hauptburg sind nur noch die Spuren des Grabenvierecks und von einer älteren Burg ein Mottenhügel zu sehen.
Die Hofanlage wird heute als Erlebnis-Bauernhof genutzt.
Die Burg wurde am 18. April 1995 unter Nummer 195 in die Denkmalliste der Stadt Zülpich eingetragen.